# 圣阿哈塔-贝尔赫姆
圣阿哈塔-贝尔赫姆（荷蘭語：Sint-Agatha-Berchem，荷蘭語發音：[sɪnt aːˈɣaːtaː ˈbɛrxɛm] ⓘ），法语名贝尔凯姆-圣阿加特（法語：Berchem-Sainte-Agathe，法語發音：[bɛʁkɛm sɛ̃t aɡat]），是比利时布鲁塞尔首都大区的一个市镇，属于比利时法语社群和弗拉芒社群，法语和荷蘭語均为官方语言（但法语使用者居多），面积2.95平方千米，人口25,502人（2020年1月1日）。